# Butterfly, Butterfly (The Last Hurrah)
«Butterfly, Butterfly (The Last Hurrah) (в переводе с англ. — «Бабочка, бабочка (Последнее «ура»)») — последняя песня норвежской группы a-ha перед объявленным ими распадом, состоявшимся 4 декабря 2010 года. Премьера песни состоялась 14 июня 2010 года. Композиция включена в сборник лучших песен a-ha «25», релиз которого состоялся 9 июля 2010 года.
Как и множество ранних клипов a-ha (включая знаменитый Take On Me), «Butterfly, Butterfly (The Last Hurrah)» был снят под руководством Стива Бэррона.

## Список композиций

### UK/Germany сингл
1. Butterfly, Butterfly (The Last Hurrah) (Single Edit)
2. Butterfly, Butterfly (The Last Hurrah) (Steve Osborne Version)[4]

### Цифровая версия EP для iTunes
1. Butterfly, Butterfly (The Last Hurrah) (Album Version)
2. Butterfly, Butterfly (The Last Hurrah) (Steve Osborne Version)
3. The Sun Always Shines on T.V. (Album Version)
4. Hunting High And Low (Album Version)
5. Stay On These Roads (Video)[5]

## Позиция в чартах
| Чарт (2010)    | Пиковая позиция |
| -------------- | --------------- |
| Германия       | 22              |
| Норвегия       | 13              |
| Польша         | 12              |
| Великобритания | 98              |